# Autrey (Meurthe-et-Moselle)
Pour l’article ayant un titre homophone, voir Autrey.
Autrey (nom officiel), également nommée localement Autrey-sur-Madon, est une commune française située dans le département de Meurthe-et-Moselle en région Grand Est.

## Géographie
Village perché, Autrey domine les vallées du Madon et du Brénon.
|             | Pierreville       | Pulligny |
| Houdelmont  | Autrey            |          |
| Houdreville | Clérey-sur-Brenon | Ceintrey |

### Topographie
Aydrey-sur-Brenon en 1789.

### Hydrographie
La commune est dans le bassin versant du Rhin au sein du bassin Rhin-Meuse. Elle est drainée par le Brenon, le Madon, le ruisseau de Gemoinveau et le ruisseau de Vilain Rupt,.
Le Brénon, d'une longueur de 26 km, prend sa source dans la commune de Grimonviller et se jette  dans le Madon à Pulligny, après avoir traversé douze communes. Les caractéristiques hydrologiques du Brénon sont données par la station hydrologique située sur la commune d'Houdreville. Le débit moyen mensuel est de 0,964 m3/s. Le débit moyen journalier maximum est de 27,3 m3/s, atteint lors de la crue du 9 juin 2021. Le débit instantané maximal est quant à lui de 34,1 m3/s, atteint le 6 mai 2024.

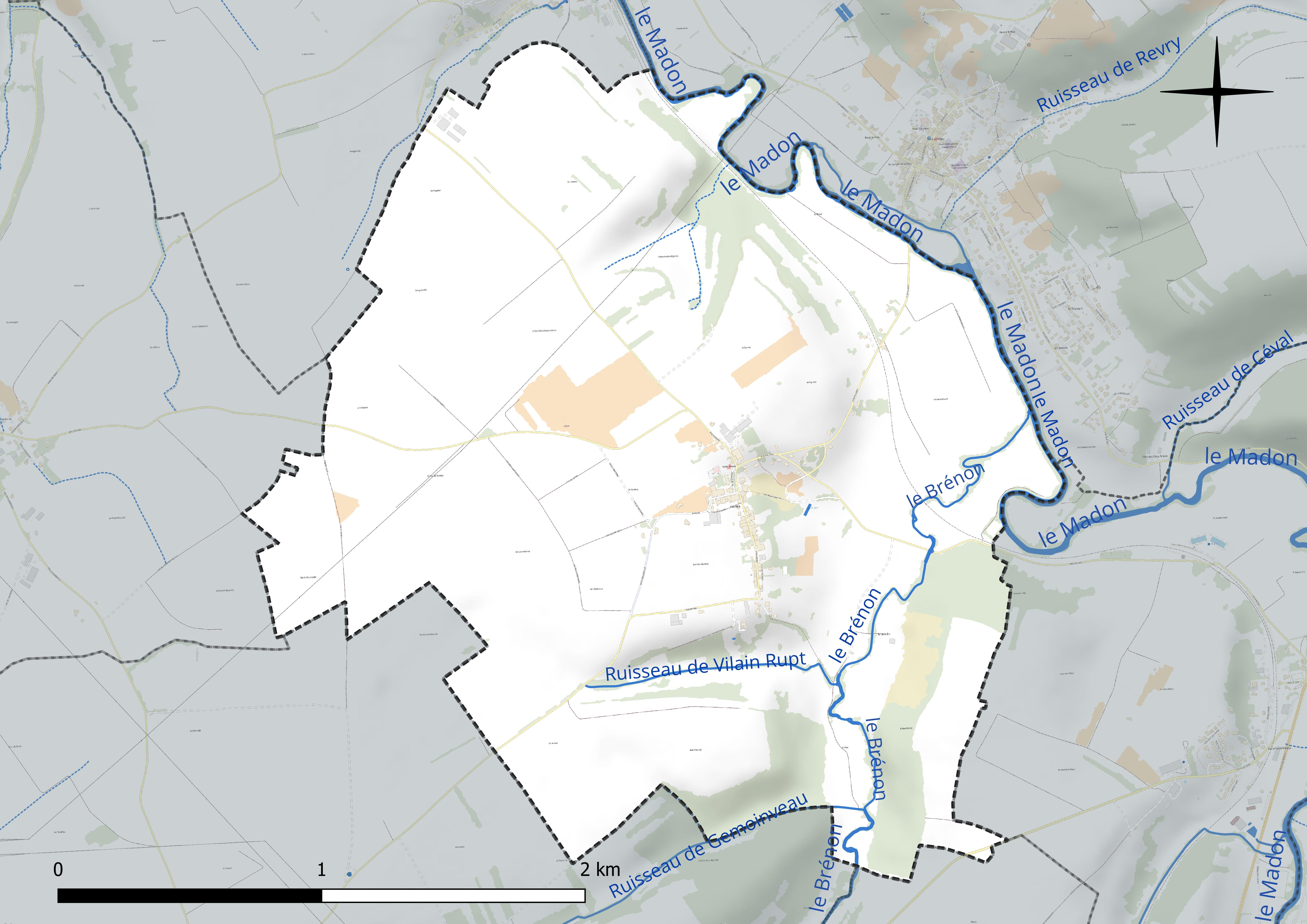
Réseau hydrographique d'Autrey.

Le Madon, d'une longueur de 97 km, prend sa source dans la commune de Vioménil et se jette  dans la Moselle à Pont-Saint-Vincent, après avoir traversé 47 communes. Les caractéristiques hydrologiques du Madon sont données par la station hydrologique située sur la commune de Pulligny. Le débit moyen mensuel est de 10,2 m3/s. Le débit moyen journalier maximum est de 284 m3/s, atteint lors de la crue du 30 décembre 2001. Le débit instantané maximal est quant à lui de 371 m3/s, atteint le 4 octobre 2006.

### Climat
Pour des articles plus généraux, voir Climat du Grand Est et Climat de Meurthe-et-Moselle.
En 2010, le climat de la commune est de type climat des marges montargnardes, selon une étude du Centre national de la recherche scientifique s'appuyant sur une série de données couvrant la période 1971-2000. En 2020, Météo-France publie une typologie des climats de la France métropolitaine dans laquelle la commune est exposée à un climat semi-continental et est dans la région climatique Lorraine, plateau de Langres, Morvan, caractérisée par un hiver rude (1,5 °C), des vents modérés et des brouillards fréquents en automne et hiver.
Pour la période 1971-2000, la température annuelle moyenne est de 9,7 °C, avec une amplitude thermique annuelle de 16,9 °C. Le cumul annuel moyen de précipitations est de 846 mm, avec 12,5 jours de précipitations en janvier et 9,9 jours en juillet. Pour la période 1991-2020, la température moyenne annuelle observée sur la station météorologique de Météo-France la plus proche, « Nancy-Ochey », sur la commune d'Ochey à 15 km à vol d'oiseau, est de 10,5 °C et le cumul annuel moyen de précipitations est de 810,4 mm. 
La température maximale relevée sur cette station est de 39,6 °C, atteinte le 25 juillet 2019 ; la température minimale est de −19,1 °C, atteinte le 12 janvier 1987,,.
Les paramètres climatiques de la commune ont été estimés pour le milieu du siècle (2041-2070) selon différents scénarios d'émission de gaz à effet de serre à partir des nouvelles projections climatiques de référence DRIAS-2020. Ils sont consultables sur un site dédié publié par Météo-France en novembre 2022.

## Urbanisme

### Typologie
Au 1er janvier 2024, Autrey est catégorisée commune rurale à habitat dispersé, selon la nouvelle grille communale de densité à sept niveaux définie par l'Insee en 2022.
Elle est située hors unité urbaine. Par ailleurs la commune fait partie de l'aire d'attraction de Nancy, dont elle est une commune de la couronne,. Cette aire, qui regroupe 353 communes, est catégorisée dans les aires de 200 000 à moins de 700 000 habitants,.

### Occupation des sols
L'occupation des sols de la commune, telle qu'elle ressort de la base de données européenne d’occupation biophysique des sols Corine Land Cover (CLC), est marquée par l'importance des territoires agricoles (97,9 % en 2018), en augmentation par rapport à 1990 (92,9 %). La répartition détaillée en 2018 est la suivante : terres arables (68 %), prairies (29,8 %), forêts (2,1 %). L'évolution de l'occupation des sols de la commune et de ses infrastructures peut être observée sur les différentes représentations cartographiques du territoire : la carte de Cassini (XVIIIe siècle), la carte d'état-major (1820-1866) et les cartes ou photos aériennes de l'IGN pour la période actuelle (1950 à aujourd'hui).

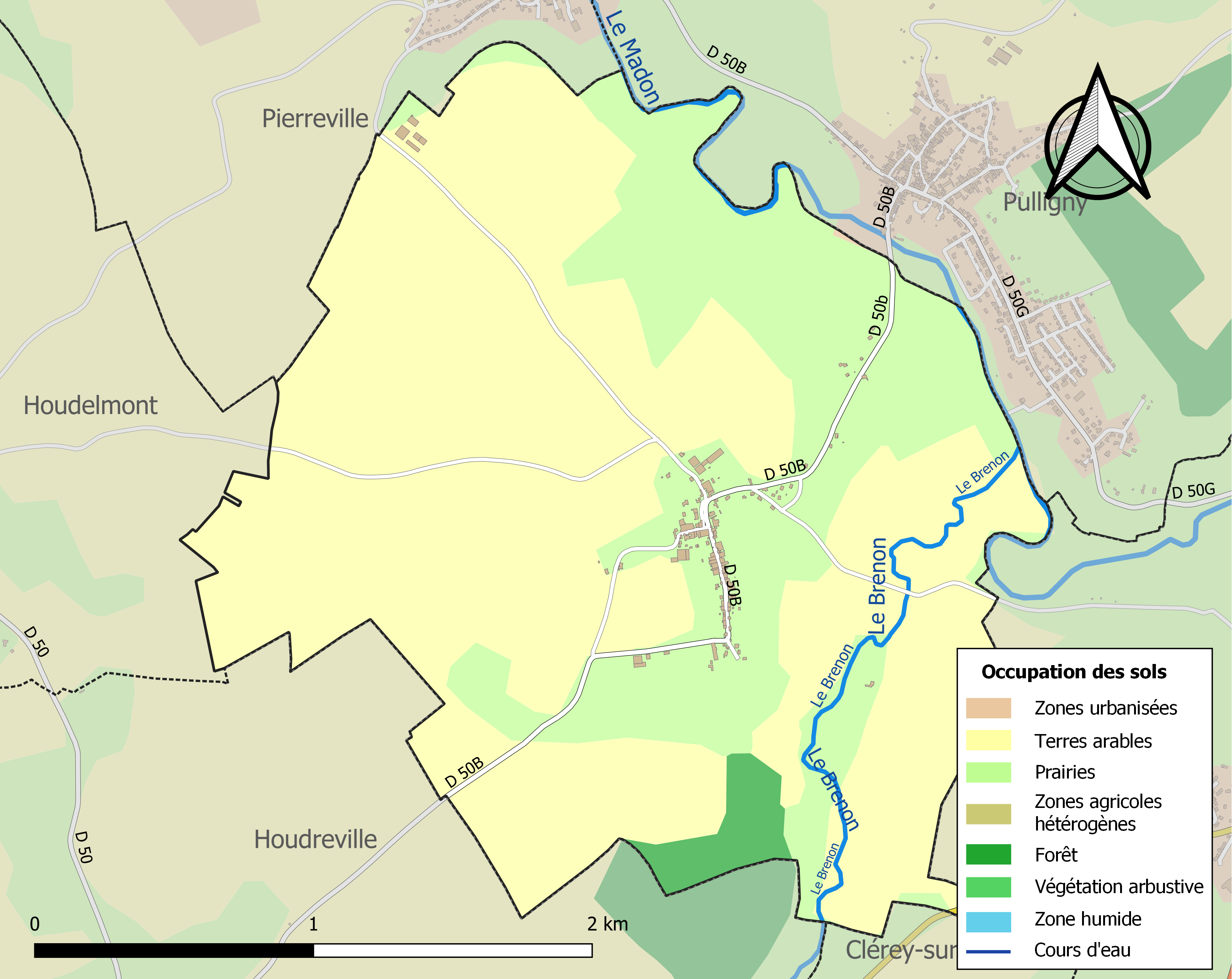
Carte des infrastructures et de l'occupation des sols de la commune en 2018 (CLC).

## Histoire
- Présence gallo-romaine.

## Politique et administration
| Période                                  | Période  | Identité                                         | Étiquette | Qualité                       |
| ---------------------------------------- | -------- | ------------------------------------------------ | --------- | ----------------------------- |
| Les données manquantes sont à compléter. |          |                                                  |           |                               |
| 1990                                     | 2001     | Mireille Jacquel                                 |           |                               |
| mars 2001                                | En cours | Vincent Peultier, Réélu pour le mandat 2020-2026 |           | Ancien agriculteur exploitant |

## Démographie
- En 1790 : 36 feux[2]
- En 1790 : 192 habitants[22]

L'évolution du nombre d'habitants est connue à travers les recensements de la population effectués dans la commune depuis 1793. Pour les communes de moins de 10 000 habitants, une enquête de recensement portant sur toute la population est réalisée tous les cinq ans, les populations de référence des années intermédiaires étant quant à elles estimées par interpolation ou extrapolation. Pour la commune, le premier recensement exhaustif entrant dans le cadre du nouveau dispositif a été réalisé en 2005.

En 2022, la commune comptait 194 habitants, en évolution de +8,38 % par rapport à 2016 (Meurthe-et-Moselle : −0,13 %, France hors Mayotte : +2,11 %).
| 1793 | 1800 | 1806 | 1821 | 1831 | 1836 | 1841 | 1846 | 1851 |
| ---- | ---- | ---- | ---- | ---- | ---- | ---- | ---- | ---- |
| 192  | 178  | 204  | 198  | 207  | 207  | 188  | 193  | 202  |

| 1856 | 1861 | 1872 | 1876 | 1881 | 1886 | 1891 | 1896 | 1901 |
| ---- | ---- | ---- | ---- | ---- | ---- | ---- | ---- | ---- |
| 195  | 193  | 196  | 195  | 193  | 180  | 176  | 165  | 160  |

| 1906 | 1911 | 1921 | 1926 | 1931 | 1936 | 1946 | 1954 | 1962 |
| ---- | ---- | ---- | ---- | ---- | ---- | ---- | ---- | ---- |
| 149  | 144  | 146  | 158  | 147  | 145  | 135  | 138  | 144  |

| 1968 | 1975 | 1982 | 1990 | 1999 | 2005 | 2006 | 2010 | 2015 |
| ---- | ---- | ---- | ---- | ---- | ---- | ---- | ---- | ---- |
| 131  | 116  | 118  | 124  | 152  | 156  | 167  | 174  | 178  |

| 2020 | 2022 | - | - | - | - | - | - | - |
| ---- | ---- | - | - | - | - | - | - | - |
| 188  | 194  | - | - | - | - | - | - | - |

## Culture locale et patrimoine

### Lieux et monuments
- Motte carrée fossoyée portant quelques ruines de l'ancien château fort. Une forteresse occupa le site dès le Xe siècle ; elle fut détruite par l'évêque de Metz Adalbéron II de Metz (984 ; 1005) ; partagé entre divers seigneurs à la fin du Moyen Âge, le château fut  à partir du milieu du XVe siècle la possession d'une branche de la famille des Armoises ; puis du comte de Salm en 1596 et enfin du duc de Lorraine François II de Lorraine en 1625 qui y fit établir un parterre célèbre et des pavillons élevés par Didier Desjardins, architecte de Nancy ; mal entretenu pendant la guerre de Trente Ans, le parterre connut une rapide dégradation ; on rétablit encore une tour au château en 1703 ; il fut entièrement détruit par un incendie en 1711.
- Église paroissiale de la Nativité-de-la-Vierge, nef et chapelle castrale du XVe siècle ; chœur reconstruit par le comte de Vaudémont en 1613, date portée sur la clef de voûte de la première travée du chœur ; tour reconstruite en 1850-1851.
- Monuments aux morts, guerre de 1914-1918.

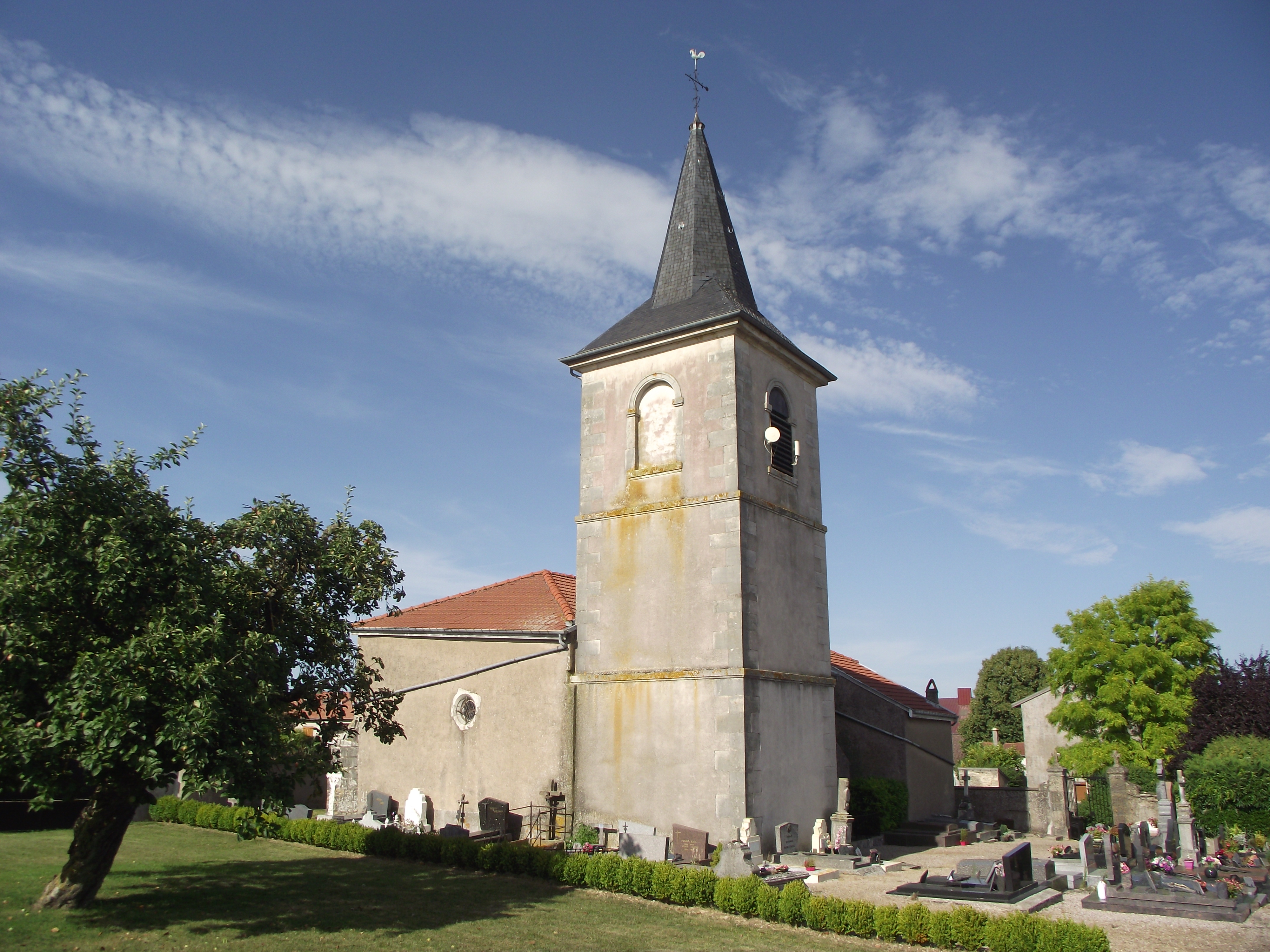
Église de la Nativité-de-la-Vierge.
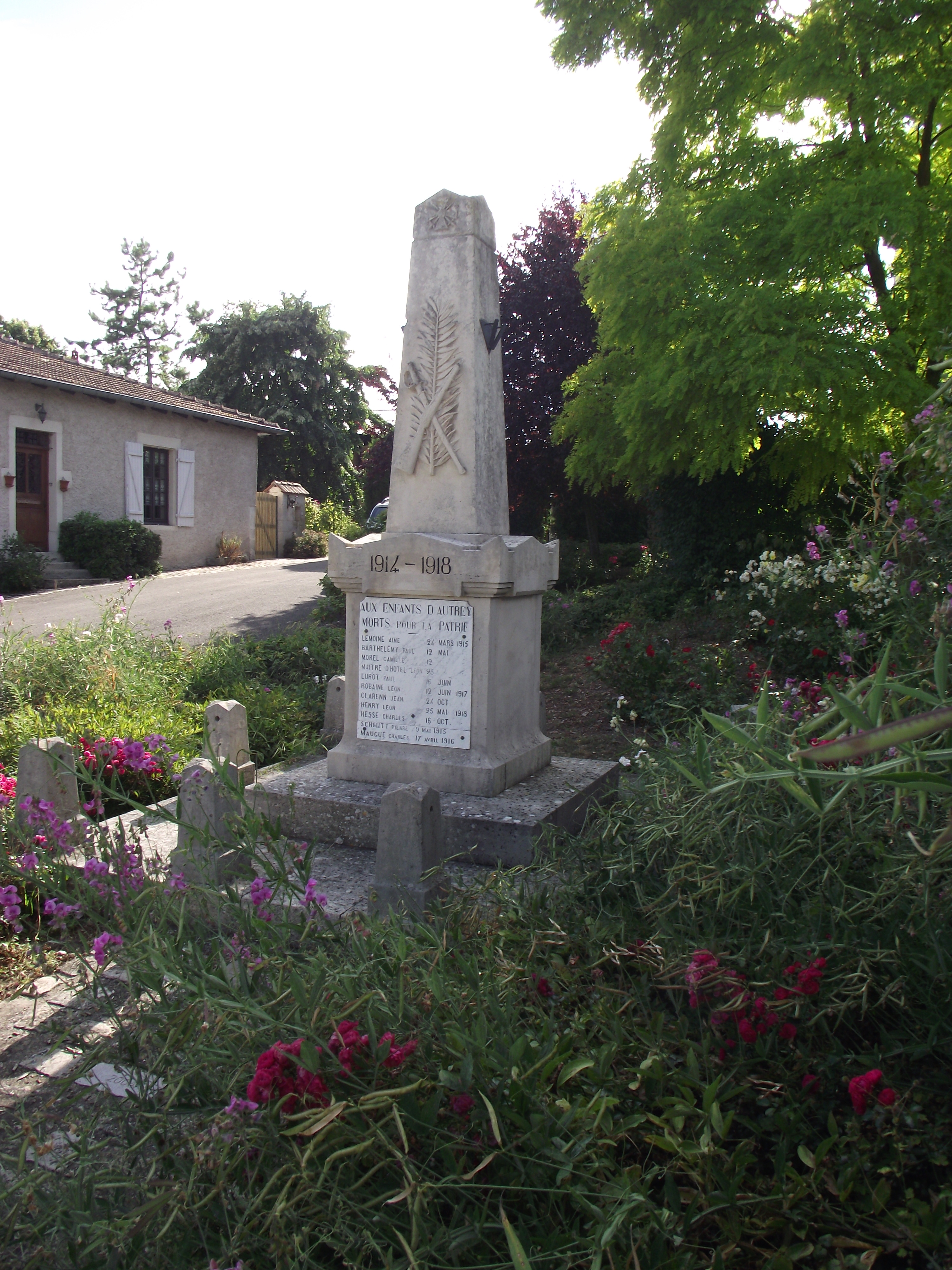
Monument aux morts.

### Personnalités liées à la commune
- CharlÉlie Couture, photographe, peintre, poète et compositeur-interprète, possède une maison à Autrey.
- Tom Novembre, chanteur et acteur, frère du précédent.

Une légende dit que Jeanne des Armoises (postulante Jeanne d'Arc) aurait épousé Robert des Armoises et qu'elle aurait fini ses jours à Autrey.

### Héraldique
| Blason de Autrey | Blason  | De gueules à l'écusson d'or.                     |
| Blason de Autrey | Détails | Le statut officiel du blason reste à déterminer. |

## Pour approfondir